# Nectophryne batesii
Nectophryne batesii és una espècie d'amfibi que viu al Camerun, República Centreafricana, República Democràtica del Congo, Gabon i, possiblement també, a Nigèria.
Està amenaçada d'extinció per la pèrdua del seu hàbitat natural.